# Nepalomastax himalayana
Nepalomastax himalayana är en insektsart som beskrevs av Yamasaki 1983. Nepalomastax himalayana ingår i släktet Nepalomastax och familjen Eumastacidae. Inga underarter finns listade i Catalogue of Life.